# Дармон, Роса Мария
Роса Мария (Рози) Рейес Дельгадо, в замужестве Дармон (исп. Rosa Maria Reyes Delgado Darmon; 23 марта 1939, Мехико — 4 января 2024, там же) — мексиканская, а затем французская теннисистка и теннисный тренер, дочь Эстебана Рейеса и жена Пьера Дармона.
- Победительница чемпионата Франции 1958 года в женском парном разряде, неоднократная финалистка чемпионатов Франции в женском и смешанном парном разряде
- Победительница и призёр показательного теннисного турнира Олимпийских игр 1968 года
- Трёхкратная чемпионка Панамериканских игр 1955 и 1959 годов в женском одиночном и парном разряде

## Игровая карьера
Впервые Роса Мария Рейес обратила на себя внимание, выиграв в 1951 году международный юниорский турнир Orange Bowl в возрастной категории до 13 лет. Весной 1955 года 16-летняя Роса Мария уже стала двукратной чемпионкой Панамериканских игр, победив у себя на родине, в Мехико, как в одиночном разряде, так и в женских парах (с Эстер Рейес).
Во второй половине 50-х годов Рози Рейес составила постоянную пару с другой ведущей мексиканской теннисисткой, Йолой Рамирес. Вместе они три раза подряд с 1957 по 1959 год выходили в финал чемпионата Франции, выиграв этот турнир в 1958 году. В эти же годы Рамирес и Рейес трижды побывали в полуфинале Уимблдонского турнира в женских парах. В 1957 году Рози Переиграла Йолу в одиночном финале женского турнира Всеамериканского теннисного чемпионата, а через год они поменялись ролями, и победительницей стала уже Рамирес. В 1959 году Рейес в паре с Рамирес завоевала свою третью золотую медаль Панамериканских игр (а также серебро в миксте) и пробилась в полуфинал чемпионата Франции в одиночном разряде; по пути в полуфинал она победила соперниц, посеянных под четвёртым и пятым номерами, прежде чем проиграть первой ракетке турнира, венгерке Жуже Кёрмёци.
В январе 1960 года Рози вышла замуж за ведущего теннисиста Франции Пьера Дармона. В дальнейшем она выступала под двойной фамилией и под флагом Франции. Вместе с мужем она участвовала в теннисных турнирах Олимпиады в Мехико — показательном, где они проиграли матч за «бронзу» в миксте, и выставочном, где они разделили третье место (матч за бронзовые медали не проводился). В женском парном разряде Рози выступала с американской теннисисткой Джули Хелдман и выиграла выставочный турнир, а в показательном дошла с Хелдман до финала. С 1968 по 1976 год Рейес-Дармон провела 11 матчей за сборную Франции в Кубке Федерации, выиграв 8 из 15 своих встреч. В 1975 году она дошла со сборной Франции до полуфинала Мировой группы, где француженок остановила команда Чехословакии — будущий победитель турнира.
В 1960-е годы Рейес-Дармон стала победительницей (как в одиночном, так и в парном разряде) ряда любительских турниров во Франции, в том числе в 1966 году Кубка Пьера Жилу в Париже, а в 1969 году — чемпионата Франции на крытых кортах в Лионе, турниров в Ницце и Ле-Туке. В 1974 году она с бывшим соотечественником Марсельо Ларой пробилась в свой четвёртый финал на «Ролан Гарро» — на этот раз в миксте. В четвертьфинале французско-мексиканская пара обыграла Джули Хелдман и Жана-Клода Барклая, но в финале её остановили Мартина Навратилова и колумбиец Иван Молина. Несмотря на смену страны, Рози Дармон продолжала активно выступать в Латинской Америке и, помимо Олимпиады в Мехико, также успешно выступила на Всеамериканском чемпионате 1965 года, дойдя до полуфинала в одиночном разряде (проиграла Маргарет Смит) и до финала в женских парах, где её партнёршей была Патрисия Рейес, а проиграли они всё той же Маргарет Смит и Лесли Тёрнер. В этом же году Дармон дошла до полуфинала чемпионата Австралии, где в паре с Кэрол Гребнер также проиграла Смит и Тёрнер. В последний раз Рейес-Дармон вышла на корт на Открытом чемпионате Франции 1980 года — таким образом, её выступления в турнирах Большого шлема растянулись на четыре десятилетия, с 1950-х по 1980-е годы.
С 1988 по 1990 год занимала пост капитана сборной Мексики в Кубке Федерации. Скончалась в январе 2024 года, в возрасте 84 лет, у себя дома в Мехико от проблем с дыхательной системой, оставив после себя мужа, двух дочерей и сына.

## Участие в финалах турниров Большого шлема за карьеру

### Женский парный разряд (1+2)

#### Победа (1)
| Год  | Турнир            | Партнёр      | Соперницы в финале                | Счёт в финале |
| ---- | ----------------- | ------------ | --------------------------------- | ------------- |
| 1958 | Чемпионат Франции | Йола Рамирес | Мэри Бевис-Хотон Тельма Койн-Лонг | 6-4, 7-5      |

#### Поражения (2)
| Год  | Турнир                | Партнёр      | Соперницы в финале            | Счёт в финале |
| ---- | --------------------- | ------------ | ----------------------------- | ------------- |
| 1957 | Чемпионат Франции     | Йола Рамирес | Ширли Блумер Дарлин Хард      | 5-7, 6-4, 5-7 |
| 1959 | Чемпионат Франции (2) | Йола Рамирес | Сандра Рейнольдс Рене Схюрман | 6-2, 0-6, 1-6 |

### Смешанный парный разряд (0+1)
Поражение (1)
| Год  | Турнир            | Партнёр       | Соперники в финале              | Счёт в финале |
| ---- | ----------------- | ------------- | ------------------------------- | ------------- |
| 1974 | Чемпионат Франции | Марсельо Лара | Мартина Навратилова Иван Молина | 3-6, 3-6      |